# PM-International
PM-International AG – spółka międzynarodowa zajmująca się produkcją i sprzedażą suplementów diety, środków kontroli masy ciała, odżywek dla sportowców i produktów do pielęgnacji ciała.

## Historia

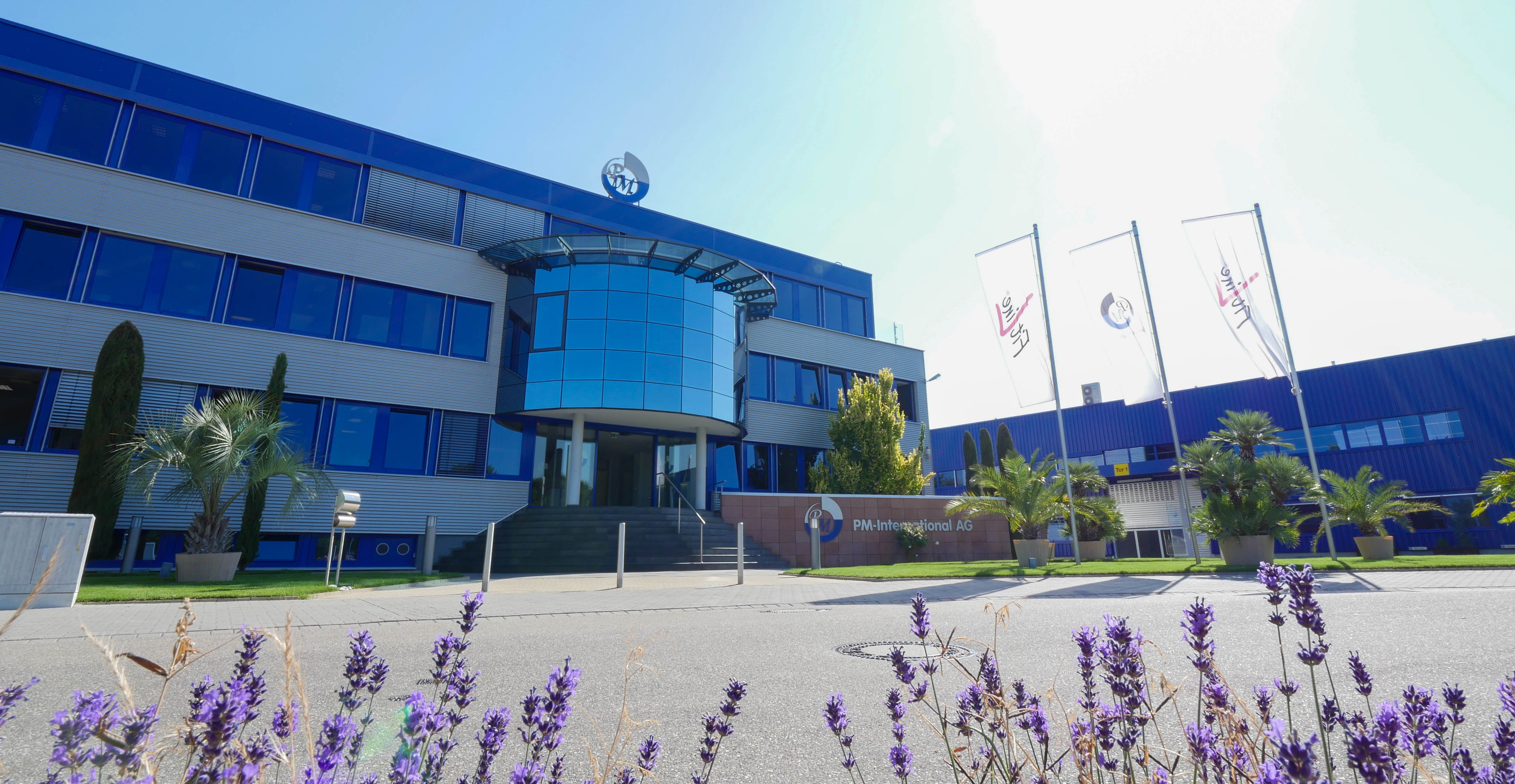
Europejska siedziba firmy (2019)

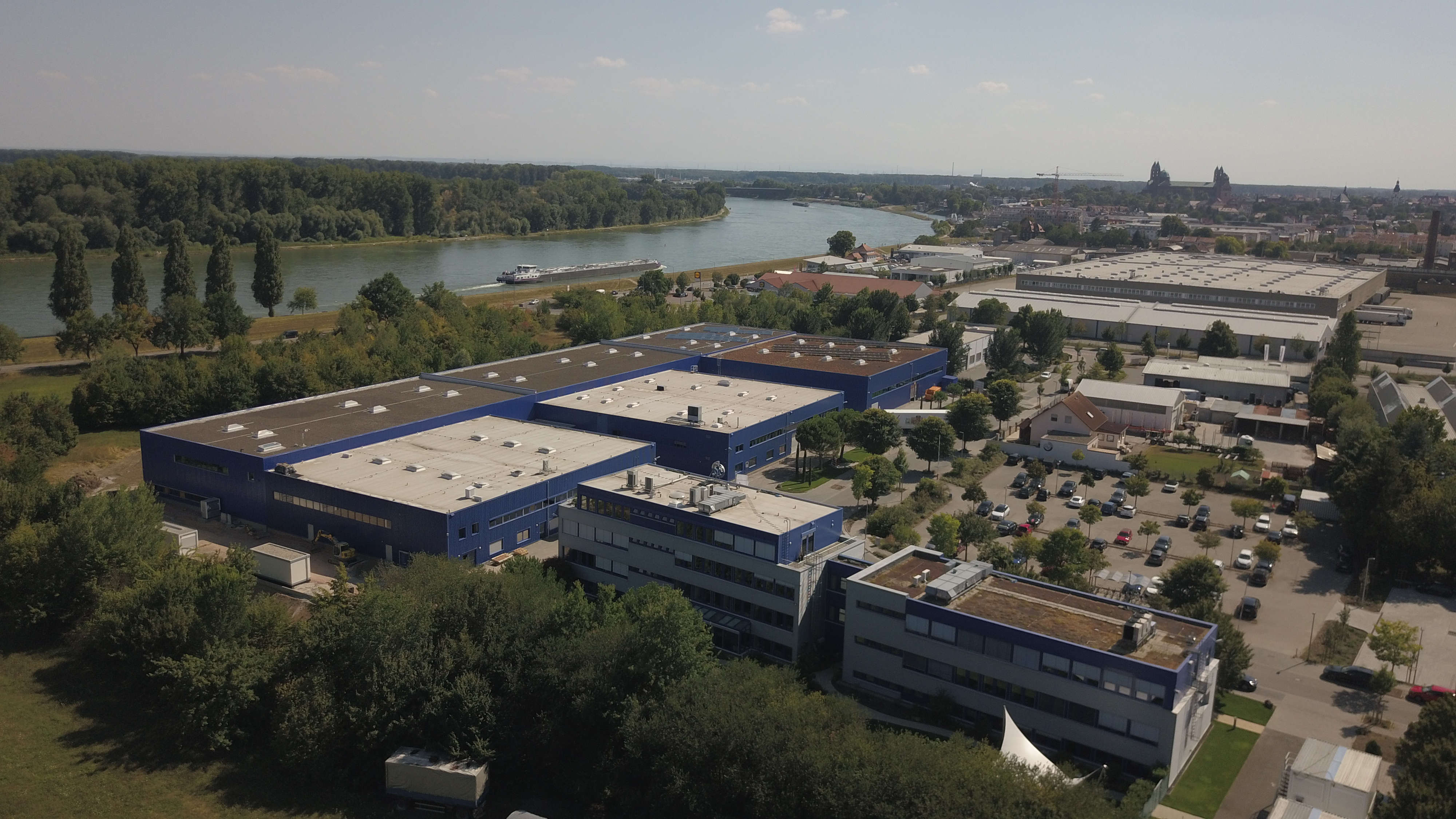
Europejskie centrum logistyczne (2020)

Spółkę PM-International założył w 1993 roku Rolf Sorg w Limburgerhof w Niemczech. Obecnie przedsiębiorstwo ma siedzibę w Wielkim Księstwie Luksemburga i jego centrala od 2015 roku mieści się w Schengen w Luksemburgu. W tym samym roku 1993, w którym firma powstała, otwarto jej pierwszy oddział w Polsce.
W 1994 r. w Wielkim Księstwie Luksemburga powstał holding PM-International. W 1995 r. spółka rozpoczęła sprzedaż suplementów diety FitLine.
W roku 2000 w PM-International stworzono zespół ekspertów, którego zadaniem jest gwarantowanie jakości produktu oraz zapewnianie doradztwa naukowego w zakresie składników produktów. W 2003 r. firma otworzyła swoje europejskie centrum logistyczne w Spirze (Nadrenia-Palatynat). W 2005 r. przekształcono formę prawną firmy z „GmbH” na „AG” nienotowaną na giełdzie.
W 2011 r. Wyższy Sąd Krajowy we Frankfurcie nad Menem potwierdził wiarygodność planu marketingowego PM-International. W 2013 r. firma TÜV Hessen poświadczyła certyfikatem, że PM-International ma „uczciwą strukturę firmy marketingu bezpośredniego”.
W 2015 r. spółka PM-International otworzyła siedzibę w regionie Azji i Pacyfiku w Singapurze. W tym samym roku powołano międzynarodową siedzibę główną w Schengen (Luksemburg). W 2016 r. Rolf Sorg, założyciel i CEO PM-International, dołączył do Rady dyrektorów organizacji WFDSA.
W 2016 r. spółka PM-International AG podpisała umowę o współpracy strategicznej z Luxembourg Institute of Science and Technology (LIST), organizacją badawczo-naukową zajmującą się opracowywaniem zaawansowanych technologii i dostarczaniem innowacyjnych produktów i usług dla przemysłu i społeczeństwa.
Obecnie PM-International zatrudnia ponad 500 osób na całym świecie i ma przychody 460 mln dolarów (za rok 2016). Według danych z kwietnia 2017 r. spółka prowadzi działalność międzynarodową i prowadzi dystrybucję swoich produktów w 35 krajach. PM-International jest członkiem Światowej Federacji Stowarzyszeń Sprzedaży Bezpośredniej (World Federation Direct Selling Associations, WFDSA).
W 2022 r. PM-International zajęła 9. miejsce na liście firm sprzedaży bezpośredniej według Direct Selling News pod względem globalnych przychodów. Przychody firmy w 2021 r. wyniosły 1,71 miliarda dolarów, a w 2024 r. wzrosły do 3,25 miliarda dolarów.

## Produkty i usługi
PM-International AG produkuje i sprzedaje suplementy diety, środki kontroli masy ciała, odżywki dla sportowców i produkty do pielęgnacji ciała. Firma do sprzedaży swoich produktów stosuje model sprzedaży bezpośredniej.

## Struktura firmy
PM International posiada ponad 45 oddziałów w ponad 40 krajach na całym świecie. Według Die Rheinpfalz, firma wygenerowała przychody w wysokości 3,25 miliarda USD w roku fiskalnym 2024. PM-International zatrudnia ponad 1000 osób na całym świecie, z czego ponad 300 pracuje w centrum logistycznym w Speyer (2024). Firma utrzymuje współpracę badawczą w dziedzinie nauk o żywieniu z FH Oberösterreich.

### PM We Care
PM-International wspiera projekty społeczne poprzez własną inicjatywę „PM We Care”. Firma współpracuje z organizacjami pomocowymi, takimi jak World Vision. W 2023 roku PM-International przekazała ponad 2,67 miliona euro na projekty edukacyjne, zdrowotne oraz pomoc humanitarną.

### Sponsoring sportowy i oferta dla sportu
PM-International poprzez swoją markę FitLine została oficjalnym sponsorem i dostawcą wielu organizacji sportowych w Europie, między innymi: Deutscher Skiverband, Deutscher EisHockey-Bund, Bund Deutscher Radfahrer eV., PZN, oraz kilka innych.
17 lipca 2024 roku ATP Tour i FitLine zawarły wieloletnie globalne partnerstwo. Na mocy tej umowy FitLine został oficjalnym dostawcą odżywek sportowych i batonów energetycznych dla ATP Tour do roku 2026.

## Nagrody i wyróżnienia
- 2010-2022: Wyróżnienie na liście DSN Global 100: Najlepsze firmy sprzedaży bezpośredniej na świecie[35] (2022 #9)[17]
- Le Fonti Award (2021)[36].